# Eli Nolsøe
Eli Nolsøe (født 28. marts 1920 i Vágur, død 20. november 1996) var en færøsk kontorist og politiker (SB).
Nolsøe havde examen artium og handelsuddannelse. Han arbejdede som kontorist ved sysselmandskontoret i Klaksvík, rederiet P/F J.F. Kjølbro, elselskabet SEV, Rådet for trafiksikkerhed og Arbejdstilsynet. I en periode var han endvidere lærervikar.
Nolsøe var fiskeri-, handels- og justitsminister 1970–1975 og valgt til Lagtinget fra Norðoyar 1978–1984.
Han var søn af Niels Christian Nolsøe og sønnesøn af Dion Emil Nolsøe.